# ウィールドストーンFC
ウィールドストーン・フットボール・クラブ（Wealdstone Football Club）はイングランド、ロンドン、ハーロウ特別区内ウィールドストーンを本拠地とするサッカークラブチームである。2021-2022シーズンはナショナルリーグ（5部相当）に所属。2009年FAカップ本大会出場するも1回戦でロザラム・ユナイテッドFC（フットボールリーグ2）に3-2と惜敗。日本人フィジカルコーチが在籍していた。

## タイトル

### 国内タイトル
- FAアマチュアカップ:1回

1965-1966
- イスミアンリーグ・ディヴィジョン3:1回

1996-1997
- アセニアンリーグ:1回

1951-1952
- サウザンリーグ・ディヴィジョン1（サウス）:1回

1973-1974
- サウザンリーグ・サウザンディヴィジョン:1回

1981-1982

### 国際タイトル
- なし

## 歴代所属選手
- ジョニー・ヘインズ 1972-1973
- スチュアート・ピアース 1978-1983
- ジャーメイン・ベックフォード 2003-2006
- ブリット・アソムバロンガ 2011-2012
- サム・コックス 2016-